# K-284 Akula
K-284 Akula je bila podmornica razreda Ščuka-B Ruske vojne mornarice. Njen gredelj je bil položen 11. novembra 1983, splavljena je bila 27. junija 1984, v uporabo pa je bila predana 30. decembra 1984 in postala je del 45. divizije podmornic Tihooceanske flote v Viljučinsku. 13. aprila 1993 je bila poimenovana Akula.
1. maja 1998 je bila 45. divizija podmornic razpuščena in podmornica je postala del 10. divizije podmornic.
Leta 2001 je bila upokojena.